# Jaromír Šimonek
Jaromír Šimonek (24. července 1945 Lobeč – 26. července 2021) byl spolumajitel zámků Stránov, Houska a Lobeč u Mladé Boleslavi s přilehlými polnostmi a lesy. Tyto nemovitosti vlastnil se svou sestrou Blankou Horovou. Působil též v komunální politice.

## Život
Jaromír Šimonek se narodil na zámku Lobeč, kde s rodiči po znárodnění žil až do roku 1951. V tomto roce se rodina měla vystěhovat do místností bez podlah a zde zasáhl Eduard Štorch, kterému pradědeček Šimonek daroval v Lobči chatu. Tuto chatu nabídl rodině k bydlení. Po skončení jednotřídky postoupil Šimonek na základní školu a po jejím ukončení chtěl studovat strojní průmyslovou školu v Mladé Boleslavi, ale to mu tehdejší komunistický režim nepovolil. Vyučil se na učilišti v Horkách nad Jizerou v oboru pěstitel-chovatel. Po ukončení této školy se ještě vyučil jako opravář zemědělských strojů. Po vyučení následovala nástavba na Střední škole zemědělské v Mladé Boleslavi. Mezi roky 1965 až 1970 studoval v Praze na Vysoké škole zemědělské, obor mechanizace. Vojenskou službu odsloužil v roce 1970 po absolvování školy. Po ukončení vojenské služby pracoval ve firmě Škoda Mladá Boleslav.
Po sametové revoluci byl Jaromíru Šimonkovi mezi lety 1991 až 1994 vrácen majetek a obhospodařoval se sestrou cca 500 hektarů polí, 2000 hektarů lesa a sedm hektarů rybníků.
Jaromír Šimonek zemřel 26. července 2021.

## Politické působení
V komunálních volbách v roce 2010 kandidoval za ODS, byl zvolen do zastupitelstva obce Lobeč a stal se zde novým starostou. Mandát obhájil i v roce 2014 a 2018.